# Chwastnica zbożowa

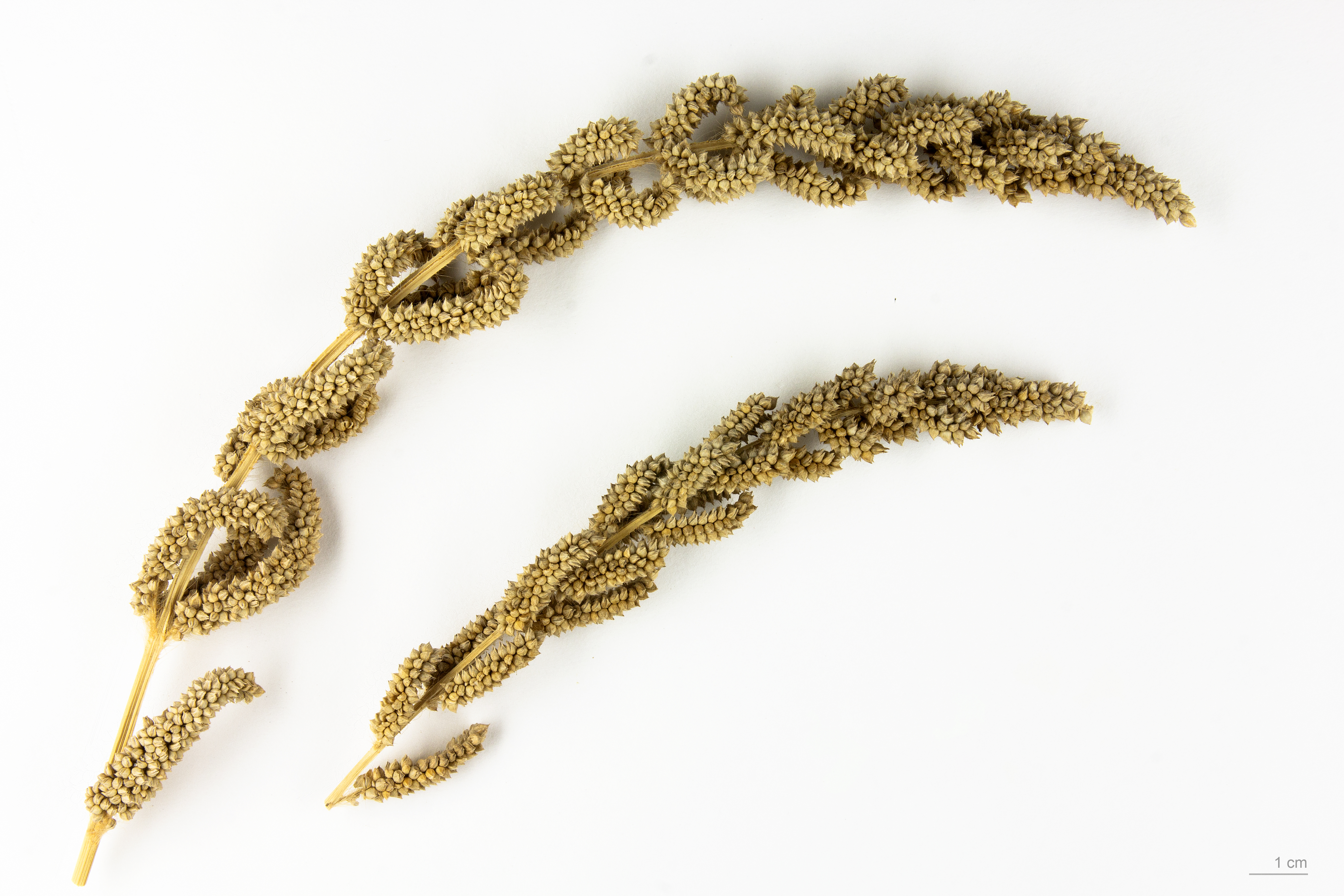
Echinochloa frumentacea

Chwastnica zbożowa, proso japońskie, pajza (Echinochloa frumentacea Link) – gatunek rośliny z rodziny wiechlinowatych. Pochodzi z tropikalnej, środkowej i wschodniej  Afryki oraz Indii. Rośnie szeroko rozprzestrzeniony w Afryce, południowej i wschodniej Azji, Australii, Brazylii, w Ameryce Północnej i środkowej Europie. W Polsce był odnotowany w Szczecinie w latach 30. XX wieku, ale informacja nie jest uznawana za w pełni wiarygodną.
Uprawiany jest zwłaszcza w Indiach, Chinach, w Korei. Ziarniaki spożywane są jako kasza. W Ameryce Północnej roślina wykorzystywana jest jako pastewna. 

## Morfologia
PokrójTrawa jednoroczna o wysokości do 1,2 metra.
LiścieLancetowate, podłużne, z brzegu szorstkie. Osiągają do 30 cm długości i 2 cm szerokości.
KwiatostanGałęzistopalczasta wiecha.
OwoceZiarniaki.